# Craugastor laevissimus
Espèce
Synonymes
- Hylodes laevissimus Werner, 1896
- Eleutherodactylus laevissimus (Werner, 1896)

Statut de conservation UICN

 EN A2ace : En danger
Craugastor laevissimus est une espèce d'amphibiens de la famille des Craugastoridae.

## Répartition
Cette espèce se rencontre de 100 à 1 640 m d'altitude au Honduras et au Nicaragua.

## Description
L'holotype mesure 35 mm.

## Publication originale
- Werner, 1896 : Beiträge zur Kenntniss der Reptilien und Batrachier von Centralamerika und Chile, sowie einiger seltenerer Schlangenarten. Verhandlungen des Zoologisch-Botanischen Vereins in Wien, vol. 46, p. 344-365 (texte intégral).